# Ilê Axé Oxumarê - Aveiro
Ilê Axé Oxumarê - Aveiro é um terreiro de candomblé da Nação efom (Lokiti Efon), situado na Quinta do Picado, na cidade de Aveiro, em Portugal.
É dirigido pelo babalorixá Eduardo d'Oxumarê, nascido no Rio de Janeiro, no Brasil, onde se iniciou no Candomblé aos 18 anos de idade no Ilê Axé Oiá Bomim, no Parque Fluminense, em Duque de Caxias. O sacerdote é bisneto-de-santo de Waldomiro de Xangô, conhecido por Pai Baiano de Xangô, e neto de Santo de Geraldo Correia Filho, conhecido por Pai Gamo de Oxum, filho-de-santo de Mãe Kita de Oiá.
O terreiro encontra-se registado na Federação Europeia de Umbanda e Cultos Afro (FEUCA),
No dia 23 de Setembro de 2016, com seus filhos de santo, Pai Eduardo de Oxumarê criou a ARO - Associação Reino dos Orixás, dotada de personalidade jurídica, com escritura pública lavrada no dia 23 de Setembro de 2016, regida pelos estatutos criados pelos associados fundadores, com sede no mesmo edifício do Ilê Axé Oxumarê, com o intuito de preservar a tradição afro-brasileira, promovendo reuniões de estudo da doutrina, cerimónias religiosas conforme o princípio candomblecista, com a finalidade de desenvolver a vida física, moral e espiritual e promover a felicidade, prazer pela vida e a solidariedade social.